# Pillar Point
Der Pillar Point (von englisch pillar ‚Säule, Pfeiler‘) ist eine Landspitze im Südwesten von Clarence Island im Archipel der Südlichen Shetlandinseln. Sie liegt als Verlängerung des Pillar Ridge 2 km nördlich des Craggy Point und bildet den westlichen Ausläufer der Insel.
Das UK Antarctic Place-Names Committee benannte sie 2018 in Anlehnung an die deskriptive Benennung des gleichnamigen benachbarten Gebirgskamms, den dieser durch Wissenschaftler der britischen Joint Services Expedition to the Elephant Island Group (JSEEIG, 1976–1977) erhielt.